# Sultan Kudarat (Shariff Kabunsuan)
Sultan Kudarat (Bayan ng Sultan Kudarat) är en kommun i Filippinerna. Kommunen tillhör provinsen Shariff Kabunsuan och ligger på ön med samma namn. Folkmängden uppgår till 94 861 invånare.

## Barangayer
Sultan Kudarat är indelat i 39 barangayer.
| - Alamada - Banatin - Banubo - Bulalo - Bulibod - Calsada - Crossing Simuay - Dalumangcob (Pob.) - Darapanan - Gang - Inawan - Kabuntalan - Kakar | - Kapimpilan - Katidtuan - Katuli - Ladia - Limbo - Maidapa - Makaguiling - Katamlangan (Matampay) - Matengen - Mulaug - Nalinan - Nekitan - Olas | - Panatan - Pigcalagan - Pigkelegan (Ibotegen) - Pinaring - Pingping - Raguisi - Rebuken - Salimbao - Sambolawan - Senditan - Ungap - Damaniog - Nara |